# Allianz Umweltstiftung
Die Allianz Umweltstiftung war eine gemeinnützige Stiftung, die im Jahr 1990 von der Allianz AG anlässlich des hundertjährigen Jubiläums gegründet und mit einem Stiftungskapital von 100 Millionen DM ausgestattet wurde. Die Stiftung ist 2022 zusammen mit der Allianz Kulturstiftung in die Allianz Foundation überführt worden. Die Stiftung hatte ihren Sitz bis zum Jahr 2012 in München. Danach wurde der Sitz in das Allianz-Forum am Pariser Platz in Berlin verlegt.

## Förderungsprofil
Die Stiftung förderte vor allem Projekte, die nicht nur die Natur oder die Umwelt im Blick haben, sondern die Menschen und ihre Bedürfnisse miteinbeziehen und dabei auf eine nachhaltige Verbesserung der Umwelt abzielen. Von der Stiftung geförderten Projekte sollten die Umweltaspekte mit sozialen, kulturellen und bildungsbezogenen Anliegen verknüpfen. Außerdem legte die Stiftung ein Augenmerk darauf, Modellprojekte zu fördern, bei denen Forschungen praktisch umgesetzt werden.
Die festgelegten Förderbereiche, in den sich die geförderten Projekte ansiedeln, waren:
- Umwelt- und Klimaschutz
- Leben in der Stadt
- Nachhaltige Regionalentwicklung
- Biodiversität
- Umweltkommunikation

## Kuratorium
Zum Stand der Auflösung 2022:
- Werner Zedelius, Vorsitzender, Mitglied des Vorstandes der Allianz SE a. D., München.
- Jürgen Heinle, stellvertretender Vorsitzender, Mitglied des Vorstands Allianz Beratungs- und Vertriebs-AG, München.
- Volker Angres, Leitender Umweltredakteur des ZDF
- Christina Bersick, Leitung Unternehmenskommunikation Allianz Deutschland AG
- Peter Gaffert, Oberbürgermeister Stadt Wernigerode, Wernigerode
- Christof Schenk, Geschäftsführer Zoologische Gesellschaft Frankfurt e. V.
- Werner Schnappauf, ehemaliger Bayerischer Staatsminister für Umwelt, Gesundheit und Verbraucherschutz

## Aktion Blauer Adler

Logo der Aktion

Die Aktion Blauer Adler war eine bundesweite Aktion der Allianz Umweltstiftung. Bei dieser Aktion haben Vereine, Institutionen Schulklassen etc. die Möglichkeit, zusammen mit einer Allianz-Vertretung ein Umweltprojekt umzusetzen, dabei unterstützte die Stiftung das Projekt mit maximal 2250 Euro. Die Aktion förderte vor allem Projekte, bei denen auch ein verantwortlicher Umgang mit der Natur im Vordergrund und eine Basis an ehrenamtlichem Engagement zur Verfügung steht.

## Benediktbeurer Gespräche

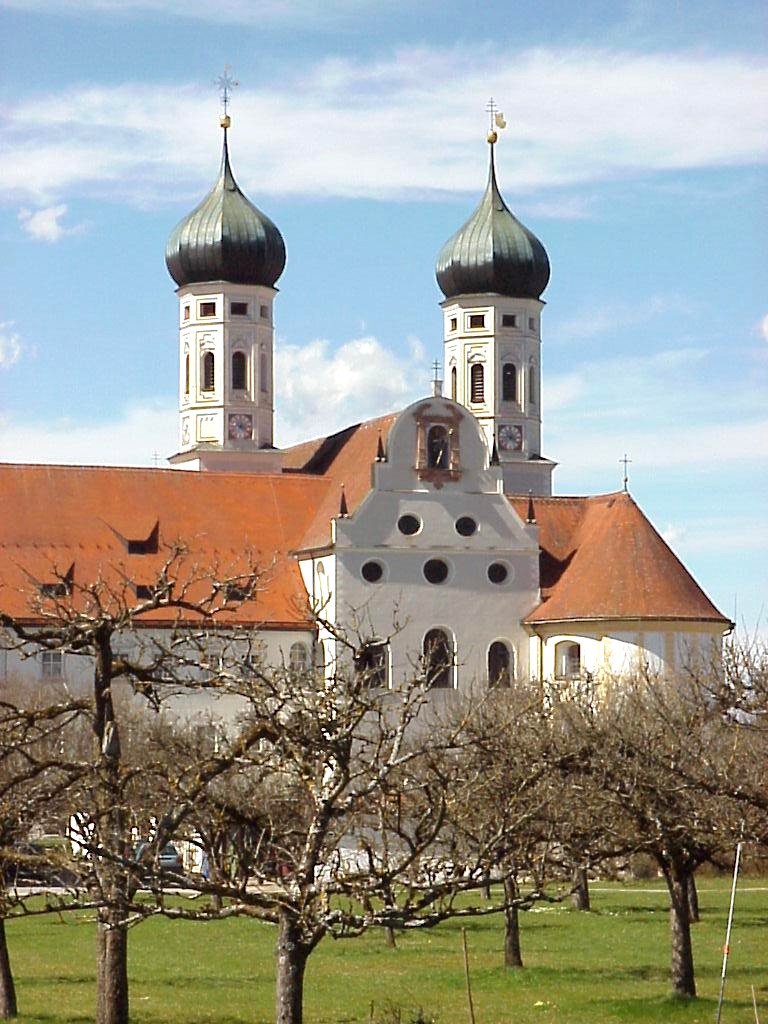
Kloster Benediktbeuern

Die Benediktbeurer Gespräche waren ein seit 1997 jährlich stattfindendes Symposium mit dem Ziel ein unabhängiges, überkonfessionelles und überparteiliches Forum für die Diskussion grundlegender Umweltfragen zu schaffen. Bei der im Frühjahr stattfindenden Veranstaltung trafen sich im oberbayerischen Benediktbeuern Naturwissenschaftler und Politiker, Manager aus Wirtschaft und Kultur, Vertreter von Umweltverbänden und Presse zum Gedankenaustausch.
Veranstaltungsort war das Zentrum für Umwelt und Kultur des Klosters Benediktbeuern. Parallel zur Veranstaltung wurden die Ergebnisse als Schriftenreihe herausgegeben.

## Deutscher Klimapreis
Die Stiftung hat zur Auszeichnung des Klimaschutz-Engagements von Schülern und Lehrern an Schulen den „Deutschen Klimapreis“ initiiert. Die Preisträger wurden im Rahmen eines deutschlandweiten Wettbewerbs ermittelt. Der Deutsche Klimapreis der Allianz Umweltstiftung wurde jährlich verliehen und bestand aus fünf gleichwertigen Auszeichnungen, die mit jeweils 10.000 Euro dotiert waren. Zudem wurden 15 Anerkennungspreise zu je 1.000 Euro vergeben.

## Geförderte Projekte
Eine kleine Auswahl an Projekten und Institutionen, die durch die Umweltstiftung eine Förderung erhielten:
- Umweltkommunikation, z. B. das Naturinformationszentrum Kühkopfinsel bei Darmstadt
- Umwelt- und Klimaschutz, z. B. die Solarfähre auf dem Rhein
- Leben in der Stadt, z. B. die Kampagne 125 Bäume für Städte
- Nachhaltige Regionalentwicklung, z. B. Auenwildnis an der Elbe
- Biodiversität, z. B. Lebensraum für den Feuersalamander im Thüringer Wald